# Kontrust
Kontrust é uma banda de crossover da Áustria, tendo a polonesa Agata Jarosz como vocalista, quando formada em 2001 a banda era chamada de Suicide Mission. A banda é famosa por se vestirem de lederhosen e a maioria de suas letras serem em inglês, as vezes alemão e eslovênio.
Em 2006 a banda venceu o Austrian Newcomer Award, e fez seu primeiro videoclipe para a música "Phono Sapiens" e também tocaram nas competições de Mountain Bike e Snowboard no Vertical Extreme.
Seu segundo álbum, Time To Tango, foi lançado em 19 de junho de 2009 na Austria. "The Smash Song" foi o primeiro single do álbum. A música "Bomba" deu a eles um lugar nas paradas Holandesas e foi o líder em downloads de músicas de rock no iTunes Store Holandês.
Em 2010 Kontrust foi nomeado para o Amadeus Austrian Music Award (categoria Hard & Heavy). Eles tocaram em 2001 no Przystanek Woodstock e foram requisitados por Jerzy Owsiak para "Bomba" novamente em um concerto. De acordo com fontes oficiais mais de 300,000 espectadores viram o show do Kontrust's fazendo com que fosse a banda austríaca mais assistida até o momento.

## Discografia

### Álbuns e EPs
| #  | Título                       | Ano  |
| -- | ---------------------------- | ---- |
| 1  | Teamspirit 55 (EP)           | 2001 |
| 2  | Make Me Blind (EP)           | 2003 |
| 3  | We!come Home                 | 2005 |
| 4  | Phonosapiens (Single)        | 2006 |
| 5  | Go (Single)                  | 2008 |
| 6  | Time To Tango                | 2009 |
| 7  | The Smash Song (Single)      | 2009 |
| 8  | Bomba (Single)               | 2009 |
| 9  | On The Run (Single)          | 2010 |
| 10 | Zero (Single)                | 2011 |
| 11 | Czas na Tango (MP3 download) | 2011 |
| 12 | Second Hand Wonderland       | 2012 |
| 13 | Explositive                  | 2014 |

### Vídeo
| # | Título                 | Ano  | Diretor       | Álbum                  |
| - | ---------------------- | ---- | ------------- | ---------------------- |
| 1 | "Phonosapiens"         | 2006 | Florian Neiss | We!come Home           |
| 2 | "The Smash Song"       | 2009 | -             | Time To Tango          |
| 3 | "Bomba"                | 2009 | -             | Time To Tango          |
| 4 | "On The Run"           | 2010 | -             | Time To Tango          |
| 5 | "Zero"                 | 2010 | -             | Time To Tango          |
| 6 | "Sock n' Doll"         | 2012 | -             | Second Hand Wonderland |
| 7 | "The Butterfly Defect" | 2012 | -             | Second Hand Wonderland |
| 8 | "Hey DJ!"              | 2013 | -             | Second Hand Wonderland |